# Nariman Celâl
Nariman Celâl   (Navoiy, 27 d'abril de 1980) és un polític ucraïnès tàrtar de Crimea, professor, politòleg i periodista. És el vicepresident del Congrés del Poble Tàtar de Crimea (des de 2013).
El 1989 es va traslladar a Crimea. El 2005 es va graduar a la Universitat d'Odessa en Ciències Polítiques. des que Rússia annexionà Crimea el 2014, el president del Congrés del Poble Tàtar, Mustafa Abdülcemil, van tenir prohibida l'entrada a la seva terra natal, la qual cosa, Celâl esdevingué de facto el president de l'organisme.
A principis de setembre de 2021, Celâl fou detingut juntament una cinquantena d'activistes tàrtars de Crimea en una batuda del Servei Federal de Seguretat (FSB). La defensora del poble ucraïnesa, Liudmila Denissova, va assegurar que foren «introduïts en autobusos a la força i colpejats i portats a diferents comissaries de Crimea temporalment ocupada, on estan sent interrogats sense presència d'advocats». Els governs d'Ucraïna, Turquia i la República Txeca van criticar la detenció i van demanar l'alliberament de tots els detinguts.